# Giovanni Gambardella
Pour les articles homonymes, voir Gambardella.
Giovanni Gambardella, né le 22 avril 1935 à Tarente et mort le 11 septembre 2023 à Gênes, est un entrepreneur et un chef d'entreprise italien, Président directeur général de la holding Omnia.
Giovanni Gambardella a été le PDG du groupe Ansaldo et pour avoir transformé la holding sidérurgique Finsider devenue ILVA SpA, dont il était l'administrateur délégué (DG). Il a également occupé des postes importants dans diverses organisations industrielles et scientifiques, notamment Federacciai, la fédération des entreprises sidérurgiques italiennes, Confindustria, organisation syndicale patronale, l'équivalent du Medef français, l'American Nuclear Society et l'American Society of Mechanical Engineers.

## Biographie
Son grand-père, originaire d'Amalfi, était un médecin reconnu et son père était un des entrepreneurs de Campanie qui ont largement participé à la reconstruction de l'Italie après la Seconde Guerre mondiale. Giovanni Gambardella s'est marié avec Carmela Argenziano Avagliano, avec qui il a eu trois enfants, Alfonso, Olga et Giovanna.
Giovanni Gambardella, est né à Tarente et y a passé les premières années de sa vie avant que sa famille ne déménage à Grottaglie pendant la Seconde Guerre mondiale. Après la fin du conflit, sa famille s'installe à Salerne où le jeune Giovanni fréquente le prestigieux Liceo Ginnasio "Torquato Tasso" (it).
Après avoir obtenu son diplôme d'études secondaires (l'équivalent du baccalauréat français), en 1953, Giovanni Gambardella s'inscrit à l'Université de Naples - Frédéric-II en faculté de mathématiques où il a, comme professeur, Renato Caccioppoli. Après avoir obtenu son diplôme, en 1956, il s'installe à Turin, où il s'inscrit à l'École polytechnique de Turin où il obtient son diplôme en 1959. Il termine ses études par un master en énergie nucléaire à l'Université de Rome « La Sapienza ».
En 1960, il commence sa vie professionnelle comme chercheur dans le domaine énergétique au Centro Studi Nucleare - CSN (Centre d'études nucléaires) d'Ispra sous l'égide du Comitato Nazionale per l'Energia Nucleare (CNEN) (it) puis, l'année suivante, au CSN de Casaccia (district de Rome), où il dirigea l'unité expérimentale des métaux liquides jusqu'en 1969.
En 1969, il est nommé directeur général adjoint puis directeur général du centre nationale italien Progettazioni Meccaniche Nucleari - PMN (Études et conceptions des mécaniques nucléaires). En 1976, il rejoint la société NIRA où il occupe des postes à responsabilités croissantes jusqu'à en devenir le directeur général. En 1983, il rejoint Ansaldo, puissant groupe industriel basé à Gênes, devenu entre-temps le principal groupe thermo-électromécanique italien avec plus de 16 000 salariés.
Au sommet de sa carrière chez Ansaldo, en 1987, Giovanni Gambardella est appelé par le groupe IRI pour réorganiser la sidérurgie italienne. En effet, dans son rôle de PDG, il a transformé la holding Finsider, filiale de l'IRI en une société rebaptisée ILVA SpA.
En 1993, il quitte ILVA SpA et fonde la société de conseil Omnia SpA qui a comme client le maire de Trieste Riccardo Illy, et la région Frioul-Vénétie Julienne. Grâce à sa société Omnia SpA, il se lance dans une série d'investissements immobiliers dont la réhabilitation de la Villa Carrara (it) et le rachat de deux entreprises italiennes historiques de carrosseries, Boneschi et Savio, toujours détenues par la holding familiale.
Parallèlement à ses activités professionnelles et entrepreneuriales, Giovanni Gambardella a réalisé de nombreux projets de formation complémentaire et de développement de politiques de la jeunesse, dont le plus célèbre est le Projet Méditerranéen, organisé en collaboration avec la Fondation Ansaldo (it) par son Arpa Business School,, fondée en 1995 avec la création de l'association à but non lucratif du même nom, toujours oprérationnelle dans l'offre de formations complémentaires destinées aux jeunes.